# Gare de Strausberg-Ville
 (novembre 2021).
Si vous disposez d'ouvrages ou d'articles de référence ou si vous connaissez des sites web de qualité traitant du thème abordé ici, merci de compléter l'article en donnant les références utiles à sa vérifiabilité et en les liant à la section « Notes et références ».
La gare de Strausberg-Ville (en allemand : Bahnhof Strausberg Stadt) est une gare ferroviaire à Strausberg en Brandebourg, dans la banlieue est de Berlin. Elle est située à la ligne de Strausberg à Strausberg-Nord, une embranchement de la ligne de Prusse-Orientale, et est desservie par les trains du S-Bahn de Berlin.

## Situation ferroviaire
La gare de Strausberg-Ville est située au point kilométrique 6,8 de la ligne à Strausberg-Nord. C'est une petite gare de catégorie 6 d'après la classification allemande. Elle est dans la zone tarifaire C de Berlin-Brandebourg.

## Histoire

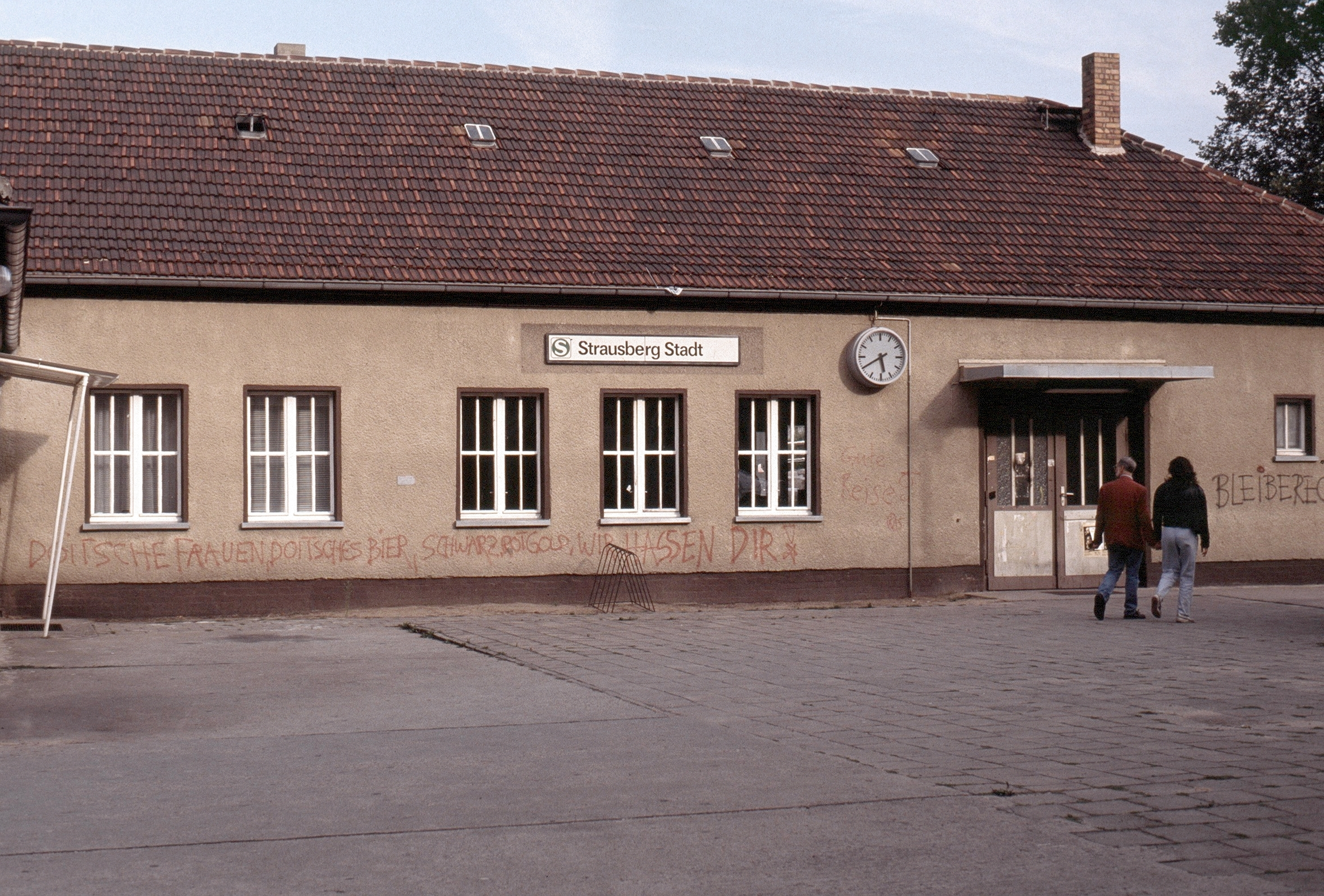
Le bâtiment d'accueil en 1992.

La halte a été mise en service en même temps que la ligne de Strausberg à Strausberg-Nord, le 1er janvier 1955.

## Service des voyageurs

### Accueil
La gare est un point d'arrêt non géré en accès libre comprenant une seule voie de chemin de fer et un quai latéral. Elle dispose d'un distributeur automatique de billets, de bandes podotactiles et d'une rampe d'accès ce qui en fait une gare accessible aux personnes à mobilité réduite.

### Desserte
La halte est desservie toutes les vingt minutes par la ligne 5 du S-Bahn de Berlin.

### Intermodalité
Il y a de nombreuses correspondances d'autobus qui font halte à la gare ferroviaire : les bus nos  923, 927, 929, 931, 937, 947, 966.